# Gabriele Gabrieli
Gabriele Gabrieli, o de Gabrielis, de Gabrieli (Roveredo, 18 dicembre 1671 – Eichstätt, 21 marzo 1747), fu un architetto svizzero del Canton Grigioni, attivo in Germania.
Gabriele apparteneva al gruppo di capomastri, architetti e stuccatori originari della val Mesolcina nel Canton Grigioni, che dal XVI secolo, quasi senza eccezioni, fino al XVIII, si diffusero nei territori di lingua tedesca dell'Europa.

## Biografia
Gabriele compì la sua formazione edile fra il 1685 ed il 1689 presso il padre, il capomastro Giovanni Gabrieli, e dal 1690 si trattenne a come lavorante a Vienna, dove la vittoria sui turchi del 1683 aveva dato un forte impulso all'edilizia.
Gabrieli lavorò poi in Baviera alle dipendenze dello zio, l'architetto di corte Enrico Zuccalli, come semplice operaio edile, impegnato nella creazione di un palazzo e divenne mastro muratore fra i tre ed i quattro anni dopo.
Dal 1694 al 1705 Gabriele fu al servizio del principe Giovanni Adamo Andrea del Liechtenstein a Vienna, prima come capomastro e poi come capocantiere. Qui egli fu attivo quasi sempre come realizzatore dei progetti dell'architetto lucchese Domenico Martinelli.
Parallelamente alle sue attività viennesi, Gabrieli, grazie ad un contratto, dal 27 dicembre 1694 in poi lavorò come capocantiere per il giovane margravio di Ansbach, Giorgio Federico II di Brandeburgo-Ansbach. Egli iniziò il suo servizio nell'autunno del 1695, dopo un lungo viaggio in Italia. Nel margraviato nacquero i suoi primi edifici di proprio progetto, a parte uno dei suoi primi lavori, il birrificio viennese Sperckenbühl.
Nel 1703 riprese il suo nuovo servizio ad Ansbach sotto il margravio Guglielmo Federico di Brandeburgo-Ansbach, dopo un soggiorno in patria e dopo la conclusione di alcuni lavori a Vienna. Egli si dedicò alla costruzione di edifici sia sacri che profani e nel 1709 venne nominato direttore dei lavori di Ansbach e consigliere di corte.
Intraprese quindi un viaggio a Venezia e probabilmente uno anche ai Francia.
Ai più significativi lavori di Gabrieli appartengono quelli fra il 1706 ed il 1709 e quelli fra il 1713 ed il 1716, quale l'ala meridionale del palazzo residenziale dei principi ad Ansbach.
L'11 febbraio 1710 sposò in patria Giovanna Marta Tini, che portò con sé ad Ansbach. Dalla moglie ebbe cinque figli. Ella tuttavia morì nel luglio 1715, in seguito al parto dell'ultimo figlio, Adamo Emanuele. Sposatosi in seconde nozze con Magdalena Pfaller, non ebbe da questa figli.
Già nel 1699 Gabrieli si era candidato alla ristrutturazione del Duomo nella città di Eichstätt, così come si candidò nel 1701 alla conduzione dei lavori del Duomo di Lubiana, ma non ottenne nessuno dei due incarichi.
Poiché il margravio mostrava scarso interesse per intraprendere nuove opere, nel 1714 Gabrieli si rivolse nuovamente ad Eichstätt, le cui fortificazioni, in piene guerra dei trent'anni mostravano ancora grosse carenze, e questa volta ebbe successo. Egli fu nominato già nell'anno Direttore di corte dei lavori, prendendo il posto dell'appena deceduto Giacomo Angelini e tramite il Principe elettore Johann Anton I. Knebel von Katzenelnbogen gli fu affidato l'incarico della sistemazione della facciata occidentale del Duomo di Eichstätt.
Con il decreto di nomina del 25 aprile 1714 Gabrieli si trasferì definitivamente ad Eichstätt tra il 1715 ed il 1716 e qui diede prova fino alla sua morte, come Direttore di corte dei lavori e consigliere di corte, di una grandissima attività.
Egli plasmò il volto barocco della città di Eichstätt con il suo stile italo-viennese.
Il suo monumento funebre, dovuto a Giovanni Domenico Barbieri, si erge nel cimitero della città ed una copia in bronzo del busto di Gabrieli è stata posta sulla piazza principale di Eichstätt.
Gran parte del suo patrimoni fu devoluto nel suo testamento alla fondazione di una scuola di latino nella sua città natale.
Il fratello minore, Francesco Gabrieli ( 1688 - 1726), lavorò fino alla sua morte come architetto sotto i conti della casa Oettingen-Oettingen. Un altro fratello più giovane, Giovanni Gaspare Gabrieli (1685 - 1713) era stuccatore e lavorò, fra l'altro, nel castello di Obernzenn. La sorella Caterina andò sposa nel 1691 al capomastro roveredano Antonio Sala.

## Opere
Oltre alle opere citate, sono a Gabrieli attribuite (A), o da lui certamente eseguite (G):
- 1694 - 1698: Jokelsdorf in Moravia, chiesa (direttore lavori Gabrieli; disegno di Domenico Martinelli; capocantiere: Lorenzo Sala, cognato di Gabrieli;
- 1694 - 1705: Vienna, Palazzo Kaunitz-Liechtenstein (G)
- 1694 - 1704: Vienna, birrificio sullo Sperckenbühl nel Rossau (Gabrieli architetto; direttore lavori Lorenzo Laher)
- 1695 - 1697: Triesdorf, residenza estiva del margravio, casa dei Cavalieri (A)
- 1697 - 1710: Ansbach, Casa-giardino del consigliere di corte Georg Christian von Seefried (G)
- 1698 - 1705: Nuovo castello a Rudoltice (Boemia) (direzione lavori di Gabrieli secondo i progetti di Domenico Martinelli, demolito in gran parte già nel XVIII secolo)
- 1699 - 1707: Dittenheim, Chiesa parrocchiale luterano-evangelica dei santi Pietro e Paolo (A)
- 1700 - 1705: Vienna, Orangerie del palazzo die principi Kaunitz-Liechtenstein (G)
- 1700: Ansbach, palazzo nobile di Jaxtheim in Platenstraße (G)
- 1702/1703: Ansbach, stalle (A)
- 1702 - 1704: Feldkirch nel Vorarlberg, Uffici del Liechtenstein (G)
- fino al 1703: Ansbach, stazione di posta della corte brandeburghese (G)
- 1706: Ansbach, sistemazione della casa del capo della caccia (G)
- dopo il 1706: Ansbach, Ristorante Zum Weißen Bock (G)
- 1706 - 1709: Ansbach, castello del margravio, galleria del cortile della residenza (G)
- 1706/1707: Gunzenhausen, restauro della chiesa parrocchiale della città (A)
- 1708: Uffenheim, Chiesa parrocchiale luterano-evangelica della città (San Giovanni Battista), avamprogetto di nuovo edificio (G),
- 1709/1710: Eckersmühlen, chiesa parrocchiale (costruita da Lorenzo Salle su incarico di Gabrieli)
- verso il 1710: Pfaffengreuth, residenza estiva (G)

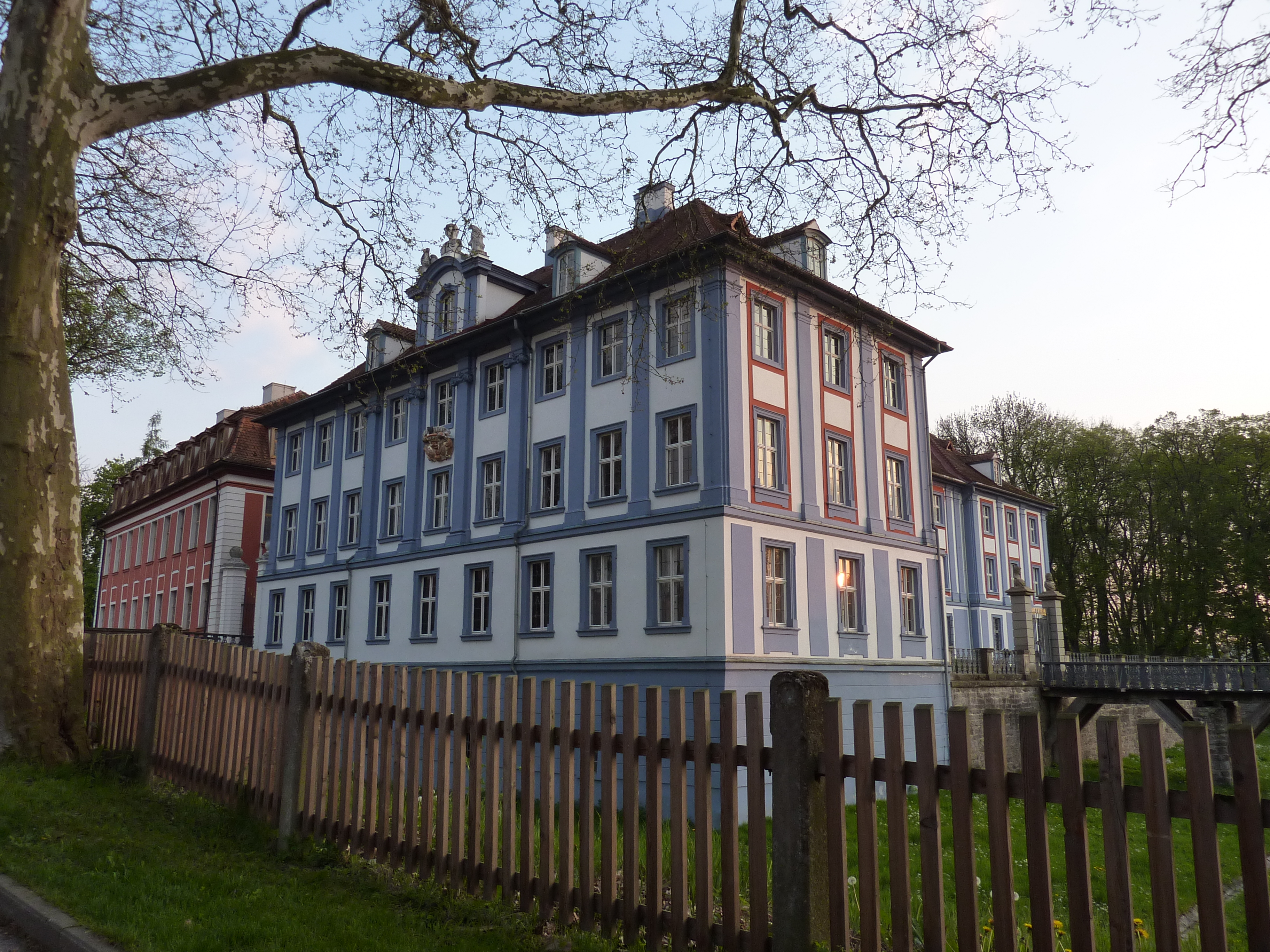
Il "Castello Blu" a Obernzenn

- 1710/1711: Obernzenn, il "Castello Blu" dei Seckendorff: nuovo (G), con stucchi del fratello di Gabriel, Gaspare Gabrieli
- 1710/1711: Heilsbronn, Münsterkirche (costruzione di Lorenzo Sala su incarico di Gabrieli), con all'interno la tomba del margravio Joachim Ernst, una delle opere meno "plastiche" del (G)
- 1711: Burgoberbach, progetto incompleto del restauro della chiesa (G)
- 1712 - 1715: Thalmässing, chiesa parrocchiale San Michele (costruzione di Lorenzo Sala su incarico di Gabrieli)
- 1711 - 1718: ala est del "Castello Blu" a Obernzenn (costruita da Johann Michael Haßbacher su progetto del Gabrieli)
- 1713: Weihenzell, costruzione di una nuova chiesa (G)
- 1713 - 1716: Ansbach, ala sud-est del castello residenziale (G)
- 1713 - 1716: Bad Windsheim, progetti per il nuovo palazzo comunale (paternità del Gabrieli generalmente riconosciuta; capocantiere: Giovanni Rigaglia il Giovane)
- 1714: Auernhofen, chiesa della Santa Croce e di San Biagio (A)
- Eichstätt, ala ovest e scalone del convento domenicano (G)
- dal 1714: Eichstätt, convento di Notre Dame (G)
- dal 1715: Eichstätt, convento dei Canonici regolari di Sant'Agostino di Rebdorf (G), ala est

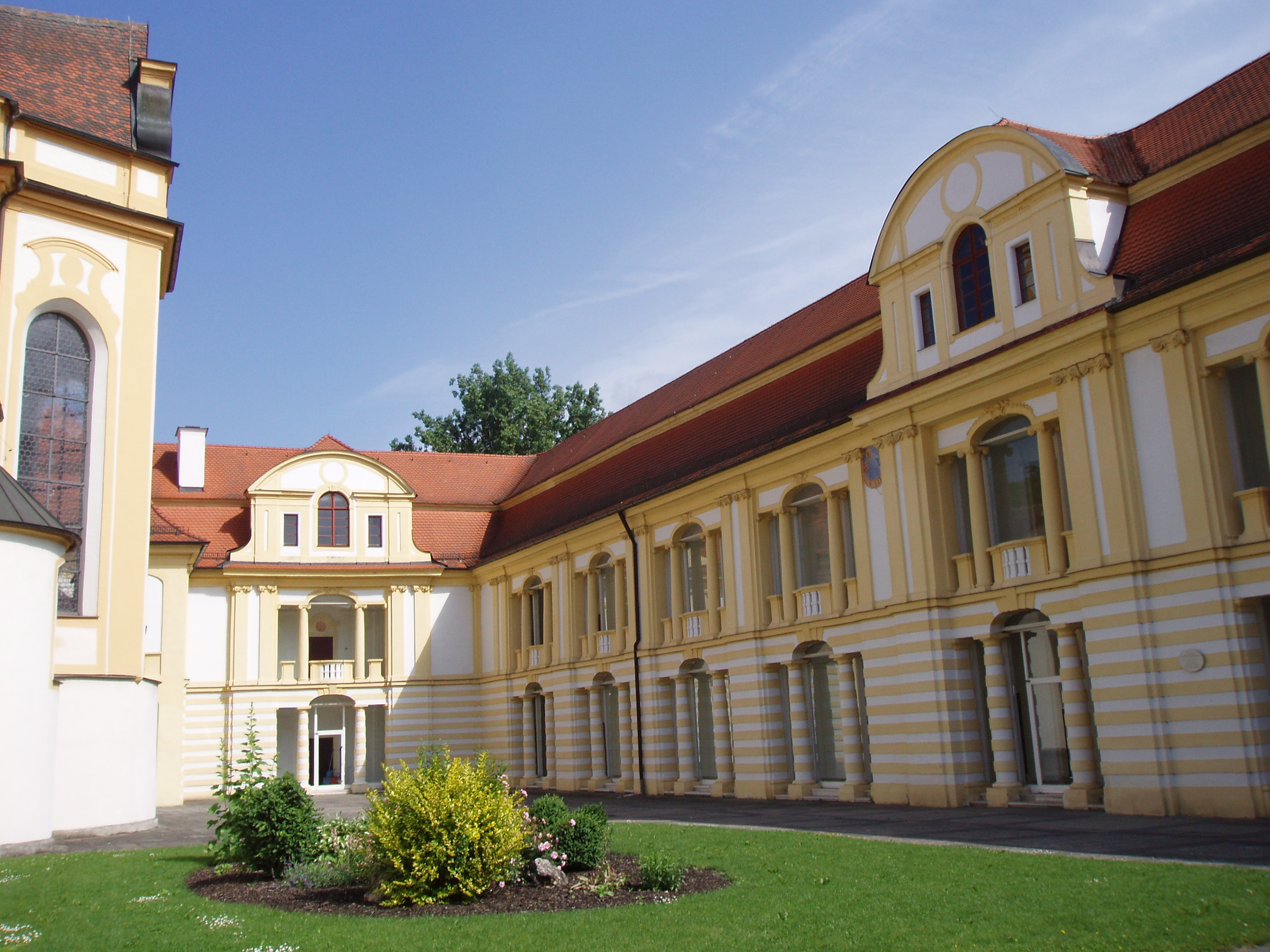
Convento agostiniano ad Eichstaett

- verso il 1715: Eichstätt, casa die canonici Arzat-Gebsattel sulla Domplatz
- 1716 - 1718: Wernsbach bei Ansbach, chiesa evangelico-luterana di San Giovanni (G)
- 1715 - 1720: Castello di Inching, costruzione con la torre e cupola a cipolla - Erker (G)
- 1716 - 1718: Eichstätt, facciata occidentale del Duomo (G)
- fino al 1717: Obermögersheim, casa parrocchiale (G)
- 1718 - 1724: ricostruzione del Santuario di Zöbingen nella signoria degli Oettingen-Baldern (A: progetti) (demolizione parziale nel 1737, completamento modificato ne1 782/1783)
- 1718 - 1730: castello di Bertoldsheim (proprietario: Generale barone Fortunato von Isselbach) (G)
- verso il 1719: costruzione del convento di Kloster Redorf (G)
- verso il 1720: Eichstätt, Welden-Hof (oggi ufficio parrocchiale evangelico-luterano) (G)
- verso il 1720: Eichstätt, chiesa conventuale di Notre Dame (G; con Francesco Gabrieli e il pittore di Augusta Johann Georg Bergmüller)
- Eichstätt, scuderie di corte (di fronte a Notre-Dame) (G)
- 1720/1721: Duomo di Augusta: Marienkapelle (Pollheim-Kapelle), (G: progetti)
- 1722: Mitteleschenbach, chiesa di santa Valpurga (eretta secondo i progetti di Gabrieli da Domenico e Giovanni Giuseppe Sala)
- 1722: Eichstätt, sede della caccia (G)
- 1722/1723: Hitzhofen, Chiesa parrocchiale (G; lavori condotti dal suo capocantiere Giovanni Rigaglia il Giovane)
- 1723: Paulushofen, Chiesa parrocchiale (G; lavori condotti dal suo capocantiere Giovanni Rigaglia il Giovane)
- 1723 - 1728: Allersberg, casa Gilardi (G)
- 1724: Eichstätt, scuola del convento di Notre Dame (G)
- 1725: Gnotzheim, chiesa di San Giorgio (costruita su incarico di Gabrieli da Francesco Gabrieli)
- 1725: Eichstätt, vecchia Ulmer Hof sulla Residenzstraße (G)
- 1725–1728: Eichstätt, Schönborn-Hof (G)
- 1726: Breitenbrunn, campanile della Chiesa parrocchiale (G; lavori condotti dal suo capocantiere Giovanni Rigaglia il Giovane)
- 1727: Eichstätt, a la del pensionato del convento di Notre Dame (G)
- 1727: Eichstätt, Heimbäckenhaus (G)
- 1728: Eichstätt, cancelleria sulla Residenzplatz (G)
- verso il 1730: Eichstätt, Riedheim-Hof degli Ostein (G) (oggi archivio dell'Ordinariato)
- verso il 1730: Eichstätt, padiglione del decanato del Duomo (A)
- 1730: Eichstätt, sulla Residenzplatz, trasformazione barocca della casa dei canonici di Ulm (G)
- 1730 - 1736: Eichstätt, quattro residenze sul lato sud della Residenzplatz, (G)
- 1730/1740: Eichstätt, castelli del conte Ludovico di Coblenza e padiglione del giardino (G)
- dopo il 1730: Eichstätt, vicariato generale sulla Residenzplatz (G) (oggi Ufficio Topografico)
- 1731: Eichstätt, tomba di Ludwig Schenk von Castell nel Duomo (progetto di Gabrieli)
- 1732: Eichstätt, due case di canonici sul lato est della Residenzplatz (G)
- 1732: Eichstätt, casa dei canonici sulla Residenzplatz (G)
- 1733: Eichstätt, casa dello stesso Gabrieli (G)
- 1733: castello Absberg dell'Ordine Teutonico (A)
- 1735: Arberg, Torre della porta sulla strada di Ornbau (A)
- 1735: Eichstätt, prevostura sulla Marktplatz (G)
- 1735 - 1737: Eichstätt, residenza estiva del principe-vescovo (G)
- 1736/1737: Gersdorf, chiesa di san Nicola(G)
- 1736: Eichstätt, casa del canonico Schönborn (G) (oggi Palazzo vescovile)
- 1737/1738: Eichstätt, Orangerie della Residenza estiva(A)
- 1739: Eichstätt, Frauenbergkapelle (G)
- verso il 1740: Eichstätt, scala rococò dell'ala nord del convento dei domenicani (G)
- verso il 1750: Eichstätt, Padiglione del convento di Notre Dame (realizzato postumo dal progetto di Gabrieli)

## Archivi
- Codex Aureatinus (Raccolta dei progetti di Gabrieli e di Maurizio Pedetti), in Architektursammlung der Technischen Hochschule München